# Nothobranchius foerschi
Nothobranchius foerschi é uma espécie de peixe da família Aplocheilidae.
É endémica de Tanzânia.
Os seus habitats naturais são: marismas intermitentes de água doce.